# Чернево (Ржевский район)
Чернево — упразднённая деревня в Ржевском районе Тверской области России. Находилась на территории современного сельского поселения «Чертолино». Уроженцем этой деревни был рабочий Кировского завода,Герой Социалистического Труда Евгений Иванович Лебедев(1923-1974 гг.).

## География
Расположена деревня на юге области, в зоне смешанных лесов, возле деревни Ивлево, вблизи реки Добрыня.

## История
Входила в Афанасовский сельсовет.

## Инфраструктура
Было развито личное подсобное хозяйство.

## Транспорт
Просёлочные дороги.